# 中原工学院

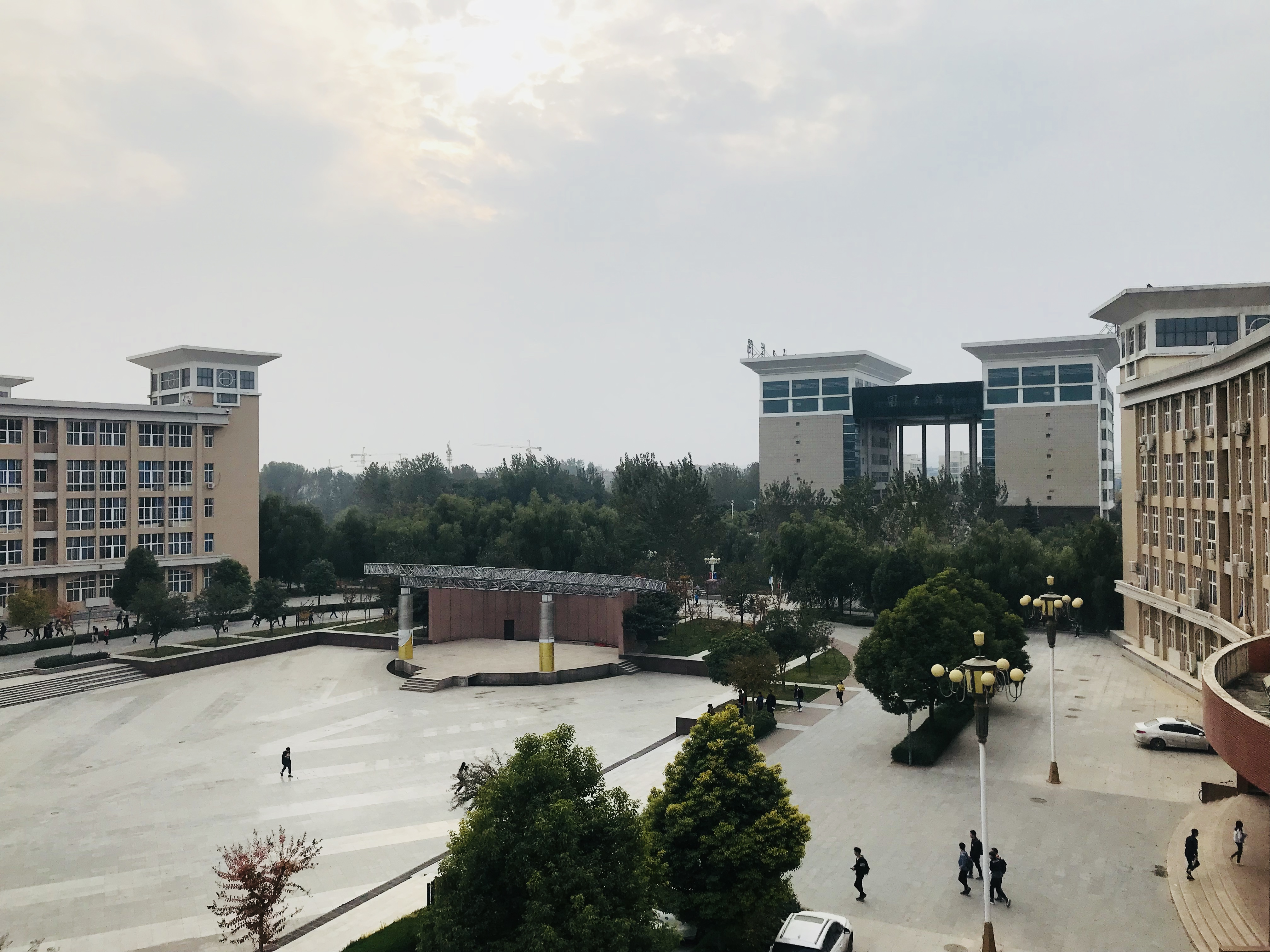
校园

中原工学院，是坐落在中国河南省郑州市的一所本科院校。

## 历史
1955年，郑州纺织工学院成立，隶属中华人民共和国纺织工业部，1998年转隶河南省，2000年改名中原工学院。
2020年7月，经中华人民共和国教育部批准，中原工学院管理的独立学院中原工学院信息商务学院脱离该校管理，并转设为民办本科院校郑州经贸学院。

## 院系设置
至2021年年底，中原工学院有纺织学院、机电学院、艺术设计学院、经济管理学院、理学院、马克思主义学院、计算机学院、建筑工程学院、软件学院、软件职业技术学院、数据科学与技术系、体育部、继续教育学院、职业技术学院、能源与环境学院、服装学院、电子信息学院、新闻与传播学院、法学院（知识产权学院）、材料与化工学院、外国语学院、国际教育学院（轩辕学院）、中原彼得堡航空学院（与俄罗斯圣彼得堡国立航空航天仪表制造大学联合办学）等23个二级学院（系、部）。共拥有64个本科专业，11个一级学科硕士学位授权点，53个二级学科硕士学位授权点，11个硕士专业学位授权类别。2018年获批河南省博士学位授予立项建设单位。